# Spelregels (boek)
Spelregels is een jeugdboek van Floortje Zwigtman uit 2001. Het was haar debuut als schrijfster. Het boek speelt zich af in middeleeuwen. De twee hoofdpersonen en vertellers zijn Marjorie van Witborg en Allard van Goudheuvel.

## Het verhaal
Marjorie en Allard moeten tegen hun eigen zin op 14- en 15-jarige leeftijd trouwen. Ze vinden elkaar niet knap of aardig maar moeten van hun ouders elkaar trouwen. Ze zijn niet blij met de nieuwe 'spelregels' van de liefde en Allard begint Marjorie te slaan. Ze vermijden elkaar zoveel mogelijk en vallen terug op een vriend. Bij Allard is dit Konstanz, zijn schildknaap bij ridderwedstrijden. Bij Marjorie is dit Gilbert de hofmeester.
Allards vader vecht op een gegeven moment mee in een oorlog tegen de noorderlingen. Ook Allard is ergens anders heen en dus moet Marjorie zelf alles oplossen. Daarbovenop breekt de pest uit. Samen met Gilbert en een gevangen bedelaar weten ze noorderlingen met hun neppest (het blijkt houtskool te zijn) te verjagen. Allard en Marjorie beginnen dan goede vrienden te worden en uiteindelijk is hun huwelijk gered.